# Route du littoral acadien
Pour les articles homonymes, voir Route du littoral.

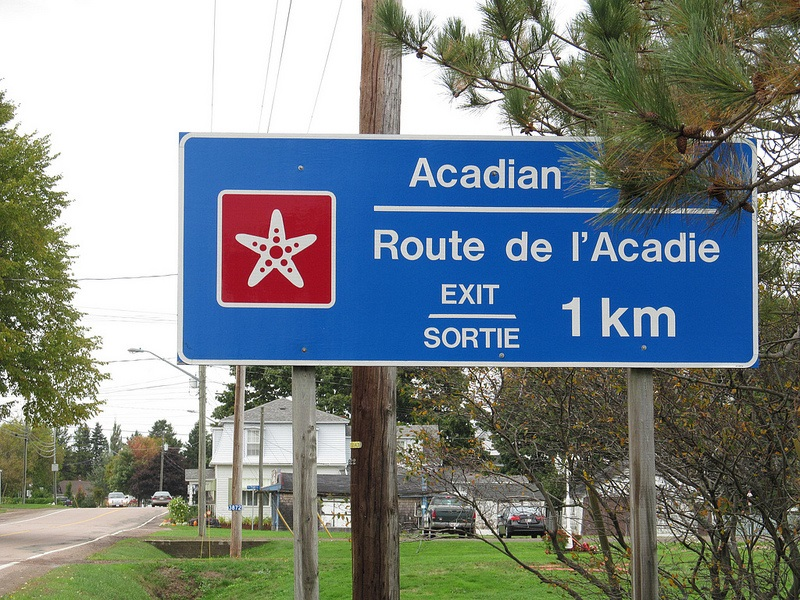
La route de l'Acadie et son étoile de mer.

La route du littoral acadien est une route provinciale au Nouveau-Brunswick qui regroupe plusieurs routes provinciales situées toutes le long du littoral oriental du Nouveau-Brunswick, peuplé majoritairement d'Acadiens francophones. 
La route du littoral acadien est reconnaissable à son logo représentant une étoile de mer.

## Descriptif
La route du littoral acadien est constituée à la fois de tronçons autoroutiers et de routes à voies conjointes. Son tracé est assez compliqué, car il sert principalement la côte est, le long du détroit de Northumberland et le nord de la province. Elle est surnommée la route du littoral acadien et dessert notamment les villes et villages majoritairement acadiens du Nouveau-Brunswick.
La route du littoral acadien débute au nord-est du Nouveau-Brunswick à Dalhousie près de la frontière avec le Québec et de la baie des Chaleurs, puis chemine vers le sud en serpentant le long de la côte orientale de la province et bifurque au sud près de la frontière avec la Nouvelle-Écosse pour rallier l'échangeur autoroutier situé à Aulac.

## Composition des tronçons formant la route du littoral acadien
La route du littoral acadien est composée des routes et  autoroutes suivantes :
(Classement par ordre de numérotation)
Routes principales
- Autoroute 11
- Autoroute 16

Routes secondaires
- Route 113
- Route 117
- Route 134

Routes locales/tertiaires
- Route 475
- Route 505
- Route 530

## Principales villes le long de son tracé
(Liste des principales localités en partant du Nord vers le Sud)
- Dalhousie
- Bathurst
- Caraquet
- Lamèque
- Île Miscou
- Shippagan
- Tracadie-Sheila
- Neguac
- Miramichi
- Parc national de Kouchibouguac
- Saint-Louis-de-Kent
- Richibouctou
- Bouctouche
- Shédiac
- Cap-Pelé
- Baie-Verte
- Aulac et le Fort Beauséjour